# Gira Puro Minage
Puro Minage es la décima gira de conciertos de Mónica Naranjo, un recital a piano con el que la artista celebra el 20 aniversario de su álbum Minage.

## Repertorio de la gira
1. "Intro"
2. "Llévate ahora"
3. "Ahora, ahora"
4. "Qué imposible"
5. "Perra enamorada"
6. "Inmensidad"
7. "Siempre fuiste mío"
8. "Amando locamente"
9. "Amore"
10. "Abismo"
11. "Mi vida por un hombre"
12. "E Poi"
13. "E penso a te"
14. "Sobreviviré"

## Fechas de la gira
| Europa                   |                                |        |                               |
| 14 de octubre de 2020    | Toledo                         | España | Cigarral del Ángel            |
| 18 de octubre de 2020    | Valencia                       | España | Palau de Les Arts Reina Sofía |
| 20 de diciembre de 2020  | Madrid                         | España | Auditorio Nacional            |
| 15 de mayo de 2021       | Pamplona                       | España | Navarra Arena                 |
| 3 de julio de 2021       | Andorra                        | España | Andorra Mountain Music        |
| 8 de julio de 2021       | Barcelona                      | España | Festival Jardins Pedralbes    |
| 17 de julio de 2021      | Murcia                         | España | Plaza de Toros                |
| 7 de agosto de 2021      | Sitges                         | España | Jardines Terramar             |
| 13 de agosto de 2021     | Fuengirola                     | España | Marenostrum Castle Park       |
| 20 de agosto de 2021     | Chiclana de la Frontera        | España | Poblado de Sancti Petri       |
| 4 de septiembre de 2021  | Alicante                       | España | Plaza de Toros                |
| 17 de septiembre de 2021 | Córdoba                        | España | Plaza de Toros Los Califas    |
| 5 de octubre de 2021     | Sevilla                        | España | Plaza España                  |
| 13 de enero de 2022      | Guadalajara, Jalisco. México.  | México | Auditorio Telmex              |
| 22 de enero de 2022      | Ciudad de México, México.      | México | Auditorio Nacional            |
| 28 de enero de 2022      | Monterrey, Nuevo León. México. | México | Arena Monterrey               |
| 2 de febrero de 2022     | Mérida, Yucatán. México.       | México | Auditorio La Isla             |

- Datos: Q106766598